# کمیته المپیک نیجریه
کمیته المپیک نیجریه (انگلیسی: Nigeria Olympic Committee) یک سازمان ورزشی است که نماینده کشور نیجریه در کمیته بین‌المللی المپیک می‌باشد.
این سازمان که در سال ۱۹۵۰ تأسیس شده مسئول آماده‌سازی و اعزام ورزشکاران به بازی‌های المپیک، بازی‌های المپیک جوانان و بازی‌های آفریقایی است.